# Marquisat de Llupia
Pour les articles homonymes, voir Llupia.
Le marquisat de Llupia est un titre nobiliaire espagnol accordé par le roi Philippe V d'Espagne le 4 janvier 1702 à Angel de Llupià i Roger, noble catalan.

## Histoire
La maison de Llupià est une vieille famille catalane originaire du Roussillon. Elle est notamment connue pour avoir tenu la baronnie de Castelnou, ainsi que les seigneuries de Llupia, Vilarmila, Bellpuig, Paracolls et Molitg. Elle compte plusieurs membres qui se sont impliqués dans la guerre des Faucheurs en faveur des Habsbourg. Après le traité des Pyrénées, le Roussillon est définitivement cédé à la France, contraignant les Llupia à l'exil ; ils s'installent à Barcelone.
Lors de la guerre de Succession d'Espagne, Angel de Llupià i Roger prend le parti des Bourbon, alors que l'essentiel de la Couronne d'Aragon se range du côté de l'archiduc Charles. Cette fidélité est récompensée par Philippe V qui lui accorde le 4 janvier 1702 le titre de marquis de Llupia. À la mort sans héritier du premier marquis, le titre passe à son frère Francesc de Llupià i Roger. Le titre se transmet dans la famille jusqu'à la mort de Josep de Llupià i Marimon en 1771. Il ne laisse que deux filles, Josefa et Montserrat, toutes les deux mortes en bas âge.
Le 22 février 1775, c'est la cousine germaine du dernier marquis, Manuela d'Ardena i Llupià, qui obtient de Charles III que le titre lui revienne, devenant ainsi la sixième marquise de Llupia. Elle le laisse ensuite à son fils, Antonio Desvalls y d'Ardena, faisant entrer le marquisat dans la famille Desvalls, déjà marquis du Poal et d'Alfarràs. En 1883, le neuvième marquis, Joaquín Desvalls y de Sarriera, meurt sans descendance, le titre échoit alors à son cousin, Luis Desvalls y Fort de Saint-Maurin.
Le titre est réhabilité par Juan Carlos Ier en 1985 en faveur de Luis Desvalls y Trias. À sa mort en 1987, ses héritiers se partagent ses titres : ainsi l'aîné Luis, devient marquis d'Alfarràs (acte de succession du 24 novembre 1988) ; Carlos, marquis de Llupia (acte de succession du 14 novembre 1989) ; et Juan, marquis du Poal (acte de succession du 16 janvier 1990).

## Titulaires
1. Angel de Llupià i Roger (1671-1723), fils de Carles de Llupià i Vilanova.
2. Francesc de Llupià i Roger (1690-1735), frère du précédent.
3. Gaetano de Llupià i Marimon (1729-1762), fils du précédent.
4. Mariana de Llupià i Cruïlles (1757-1763), fille du précédent.
5. Josep de Llupià i Marimon (1730-1771), oncle de la précédente.
6. Manuela d'Ardena i Llupià (1703-1790), cousine germaine du précédent.
7. Antonio Desvalls y d'Ardena (es) (1740-1820), fils de la précédente.
8. Miguel Desvalls y de Ribas (1773-1821), fils du précédent.
9. Joaquín Desvalls y de Sarriera (ca) (1803-1883), fils du précédent.
10. Luis Desvalls y Fort de Saint-Maurin (1826-1889), cousin du précédent.
11. Juan Bautista Desvalls y de Amat (1875-1922), fils du précédent.
12. Luis Desvalls y Trias (1900-1987), descendant du précédent.
13. Carlos Desvalls y Maristany (1936), fils du précédent.

## Armoiries
Les premiers marquis de Llupia portent : « écartelé : au premier et quatrième, de gueules au mont d'or surmonté d'une fleur de lys du même ; au deuxième et troisième, d'or à la croix clêchée, vidée et pommetée de douze pièces de gueules ».

### Sources
1. ↑  Carta de sucesión, 14 de noviembre de 1989, BOE 26 septembre 1989.

### Articles liés
- Llupia
- Noblesse espagnole
- Roussillon
- Catalogne